# L'uomo nero (film 2009)
L'uomo nero è un film del 2009, diretto da Sergio Rubini. Il regista pugliese realizza nella sua regione il suo decimo film, con protagonista femminile Valeria Golino e con un cast formato da Riccardo Scamarcio e da Anna Falchi, Margherita Buy, Maurizio Micheli e con gli attori baresi Mariolina De Fano e Vito Signorile. Venne candidato ai premi Alabarda d'oro 2010 come miglior film e miglior sceneggiatura.
Il film è stato distribuito nelle sale cinematografiche il 4 dicembre 2009.

## Trama
Gabriele Rossetti torna dopo molti anni nel suo paese natale, in Puglia, per assistere il vecchio padre Ernesto, gravemente malato. Rivederlo lo porta a riguardare al suo passato, in particolare al difficile rapporto che aveva col genitore, in un lungo flashback.
Quando Gabriele aveva sette anni, Ernesto era il capostazione del paese, appassionato di arte e pittore dilettante; il suo amore per la pittura lo portava però spesso in contrasto con la gente del paese, dalla mentalità troppo ristretta, e con la sua famiglia; in particolare i rapporti con Gabriele erano molto difficili, poiché spesso il padre lo trascurava in favore della sua passione. Il bambino cercava quindi una figura paterna nello zio Pinuccio, fratello di sua madre, giovane e impenitente viveur.
Un giorno Ernesto porta Gabriele in visita alla Pinacoteca di Bari, nella cui collezione è appena arrivato un autoritratto del pittore Paul Cézanne. Mentre il bambino non viene per nulla colpito dalla collezione e dall'arte in generale, preferendo giocare con Anna, nipotina del direttore, Ernesto viene completamente galvanizzato dalla visione del dipinto, e decide di realizzarne una copia. Da quel momento Ernesto si dedica completamente all'impresa, lasciando la gestione della famiglia alla moglie Franca; la donna racconta a Gabriele i propri sogni nei quali vede i suoi genitori defunti parlarle e lamentarsi della loro vita. Da quel momento Gabriele avrà visioni di fantasmi, manifestazione dei suoi sentimenti: in particolare il bambino vedrà un inquietante barbone vestito di nero, rappresentazione delle sue paure.
Ernesto organizza una mostra personale nella quale esporrà una selezione di suoi lavori e la famigerata copia del ritratto di Cézanne; il professor Venusio e l'avvocato Pezzetti, critici d'arte, gli promettono una recensione sulla Gazzetta del Mezzogiorno. La mostra viene allestita in occasione della festa patronale del paese, durante la quale Gabriele, insieme al suo amico Rocco, combina una grossa marachella: i due tirano la leva del generatore d'elettricità, lasciando la città al buio. La festa viene così rovinata, in particolare la cerimonia d'inaugurazione della mostra di Ernesto.
La recensione del professor Venusio si rivela ingiustamente negativa e crudele, particolarmente nei riguardi della copia del Cézanne; Ernesto, che vi si era dedicato anima e corpo, ne rimane così male da diventare triste e insofferente nei confronti di tutti, in particolare della sua famiglia. Questo fa nascere in Gabriele un notevole senso di colpa, ma anche dei sentimenti negativi nei confronti del padre. Il bambino rimane ulteriormente ferito quando zio Pinuccio, che in precedenza gli aveva promesso di non legarsi mai a nessuna donna, improvvisamente decide di sposarsi.
Ernesto chiede inaspettatamente a Venusio una seconda opportunità: ridipingerà la copia dell'autoritratto perché venga di nuovo recensita. Nel frattempo Gabriele diventa sempre più disincantato, arrivando a scoprire che l'uomo nero delle sue visioni altri non è se non un placido capotreno che gettava caramelle agli orfani di un istituto di Bari. In occasione del compleanno di Gabriele, Ernesto presenta dunque ai suoi invitati la nuova versione dell'autoritratto; Venusio, pur riconoscendo un miglioramento, demolisce nuovamente l'opera di Ernesto, dicendo che l'uomo non sia in grado di metterci l'espressività di Cézanne. Ernesto ha una reazione tragicomica, nella quale si vanta di aver fatto addirittura meglio di Cézanne e sbeffeggiando l'incompetenza di Venusio, dopodiché caccia in malo modo tutti gli ospiti e distrugge tutti i dipinti, fermandosi solo davanti alla copia del Cézanne.
Questa scenata segna il definitivo distacco tra Ernesto e Gabriele: il bambino, sconvolto dalla reazione del padre e vistosi rovinare la festa di compleanno, afferma chiaramente a sé stesso di non voler mai diventare come suo padre.
Nel presente Ernesto muore e Gabriele organizza il suo funerale. Dopo aver passato la notte nella casa della sua infanzia, si sofferma sulla copia dell'autoritratto di Cézanne, rimanendo stupefatto nel non trovare, sul retro, il contrassegno che suo padre usava mettere sulle proprie opere, del quale solo lui era a conoscenza. Si reca quindi alla Pinacoteca di Bari, dove scopre che nessuno ricorda il famigerato ritratto nella collezione; solo un incontro fortuito con Anna lo porta a scoprire la verità: il quadro era risultato falso, causando uno scandalo che aveva portato alle dimissioni di suo nonno. Esaminando l'esemplare, Gabriele scopre il contrassegno di suo padre, e finalmente comprende la verità: quello che suo padre aveva presentato al pubblico non era una copia, ma il vero Cézanne, e dunque con la sua reazione esagerata Ernesto padre aveva messo in ridicolo l'ignoranza e la chiusura mentale dei cosiddetti intellettuali.
Al funerale di Ernesto Gabriele rivede dopo molti anni alcune figure della sua infanzia, che si presentano in tutta la loro umanità; l'uomo scopre anche che suo zio Pinuccio non si era sposato per amore ma per necessità: nel corso del famoso black out causato dallo stesso Gabriele, lo zio non era riuscito a fermarsi in tempo durante un rapporto sessuale e la sua partner era rimasta incinta, costringendolo a organizzare le nozze. Gabriele incontra inoltre Venusio e Pezzetti, che con notevole ipocrisia lodano l'estro del padre; l'uomo è sul punto di affrontarli, ma in quella ha una visione di suo padre che, con molta serenità, lo invita a lasciar perdere. Gabriele, finalmente riconciliatosi con Ernesto, ha un ultimo incontro col padre sul limitare del cimitero. Ernesto si dirige poi verso Franca, mancata anni prima, e la famiglia si separa con serenità.

## Produzione
Il film è ambientato in un paese di nome San Vito. Le riprese, infatti, sono state effettuate prevalentemente a San Vito dei Normanni, la cui piazza principale viene proposta più volte, e Mesagne, Comuni entrambi in provincia di Brindisi (nei quali paesi già era stato ambientato l'altro suo film "La terra"), con alcune scene nella città di Brindisi, nelle vicine Manduria in provincia di Taranto, Oria e Torre Santa Susanna (in provincia di Brindisi), altre ad Acquaviva delle Fonti, Gravina in Puglia, Giovinazzo, Altamura, Modugno, e alcuni scorci nella città di Bari.
Le scene girate a Bari riguardano Corso Italia, ove ha sede il "Redentore", a bordo della ferrovia (Fal) che costeggia la strada, il lungomare Nazario Sauro ed il palazzo della Provincia (in particolare interni ed esterni della Pinacoteca provinciale). In fase di montaggio è stata esclusa una scena girata all'esterno dell'ingresso del rinnovato Teatro Petruzzelli.

## Distribuzione
Il film è stato presentato il 15 luglio 2009 nella sede della Regione Puglia, alla presenza del presidente Nichi Vendola.
Il film è stato distribuito nelle sale cinematografiche il 4 dicembre 2009, con il contributo della Apulia Film Commission.

## Riconoscimenti
- 2010 - Premi Bif&st
  - miglior attore protagonista (Riccardo Scamarcio)
  - migliore scenografia (Luca Gobbi)

## Curiosità
- La scena su cui scorrono i titoli di coda, che ripete simili inquadrature comprese nel film, è girata a bordo di un treno storico, di proprietà delle Ferrovie Appulo Lucane (Fal), ancora perfettamente funzionante, utilizzato dalla compagnia per gite turistiche, lungo una parte della tratta da Bari ad Altamura. Il treno passa dalla stazione di Grumo Appula, paese di nascita del regista. Il territorio rurale e desolato che il treno attraversa, tuttavia, non è più tale e lo si è dovuto ricreare in digitale.
- Nonostante nel territorio delle location si parli il dialetto salentino, tutti i personaggi parlano con accento spiccatamente barese. Ciò si spiega con il fatto che sono quasi tutti nativi della provincia di Bari.
- Modugno viene rappresentata due volte: si vedono la chiesa di Maria Santissima Annunziata e il sottopasso, oggi non più esistente.
- Il fatto che nella collezione della Pinacoteca di Bari sia mai figurato un Cézanne è un'invenzione del regista, poiché nessun quadro del pittore vi è mai stato ospitato, nemmeno temporaneamente.
- Margherita Buy, ex compagna del regista Sergio Rubini, effettua un brevissimo cameo nei panni di Anna adulta.
- La stessa Piazza e lo stesso bar presenti nel film, furono scelti nell'anno 2000 anche dal regista Leone Pompucci per il film "Il grande botto".
- Nel 2010 anche il regista Lorenzo Vignolo ha scelto questa piazza per girare il videoclip della canzone  Le rane del gruppo musicale poliziano Baustelle.
- La colonna sonora di Nicola Piovani è stata registrata, invece che in studio, al Teatro "La Fragolina" di Fossa (AQ), dall'Orchestra "Città Aperta". Per stessa ammissione del compositore, la colonna sonora cita apertamente quella del film La vita è bella.